# Miguel Grau
Pour les articles homonymes, voir Grau (homonymie) et Seminario.
Miguel Grau Seminario (27 juillet 1834, Piura — 8 octobre 1879, Punta Angamos, Bolivie à l'époque, annexé par le Chili en 1884) était un amiral et officier de la marine péruvienne. 
Surnommé El Caballero de los Mares « le chevalier des mers », il est tué à la bataille d'Angamos sur le bateau qu'il commandait, le Huáscar, lors de la guerre du Pacifique (1879-1884).
Un monument en son honneur est installé dans le parc de l'Amérique latine de Québec.

## Sources